# 相馬村農業協同組合
相馬村農業協同組合（そうまむらのうぎょうきょうどうくみあい、略称JA相馬村、相馬村農協）は、青森県弘前市（旧：中津軽郡相馬村）に本所を置く農業協同組合。
弘前市のうち、旧：中津軽郡相馬村域をエリアとする。

## 沿革
- 1964年10月1日 - 発足。

## 店舗
すべて弘前市
- 本所 - 五所野沢23-1
- 湯口支所 - 湯口一の細川9-1
- 紙漉沢支所 - 紙漉沢山越109-8
- 相馬支所 - 相馬一丁木19-6

## 主な作物
- りんご　など。